# ویلیام وایت (ورزشکار)
ویلیام وایت (انگلیسی: William White; ۲ مهٔ ۱۹۲۰ – ۱۹ فوریهٔ ۱۹۹۰) بازیکن هاکی روی چمن، و بازیکن کریکت اهل بریتانیا بود.